# 이화장학회
이화장학회(李花奬學會)는 대한민국의 장학 재단이다.

## 개요
1977년 8월 (사)전주이씨대동종약원 前 이재형 이사장이 취임하면서 특별원원 가입을 권장하고 본원 행사비 등을 절감한 비용으로 장학기금 조성에 주력한 결과, 1986년말에 1억원의 기금이 조성되어 이를 출연하여 재단법인 이화장학회 설립허가를 관계당국에 제출하여 1987년 4월 1일자로 서울시 교육감의 허가를 받았다.

## 장학금 지급

### 지급대상
㉮대학 재학생으로 학업성적 A학점 + 부모가 종사에 기여한 자
```
 (최근 3년간 300만 원 이상 헌성금 납부자 또는 종사에 특별한 기여를 한 자)
```

㉯대학 재학생으로 학업성적 A학점 + 부모가 기초생활 수급자인 자
㉰중·고·대학생으로 예체능 분야 우수자(시·도 대회 우승자 이상 또는 이에 준하는 자)
㉱학생이 아니더라도 종사 관련 학술연구에 공헌한 자(타 성씨 포함)

### 장학생 공모
장학생이 되고자 하는 학생은 재단에서 지정한 다음의 서류를 구비하여 지원(支院) 또는 재단 사무국에 제출하여야 한다.
우선 ‘장학금 신청서(재단 소정양식)’를 제출하여 본 이사회의 심사에서 장학생으로 선발된 후 
장학생 추천범위 해당사항에 대한 증빙서류를 제출하여야 한다.

### 이화장학회 홈페이지
http://www.leehwajanghak.co.kr/